# دانشگاه پچ
دانشگاه پچ (به زبان مجاری:Pécsi  Tudományegyetem) اولین دانشگاه در مجارستان و یکی از معتبرترین موسسات عالی آموزشی اروپا است که در برنامه‌های آموزشی از زبان‌های مجارستانی، انگلیسی و آلمانی استفاده می‌شود.
این دانشگاه در شهر پچ واقع شده‌است.
دانشگاه پچ مجارستان اولین دانشگاه مجارستان و از قدیمی‌ترین دانشگاه‌های اتحادیه اروپا می‌باشد. این دانشگاه در سال 1367 میلادی تأسیس و در رشته‌های مختلف در دانشکده‌‌های مختلف مشغول به فعالیت می‌باشد. از دانشکده‌های این دانشگاه می‌توان به دانشکده پزشکی مسئول آموزش پزشکی و دندانپزشکی، دانشکده داروسازی، دانشکده حقوق، دانشکده علوم، دانشکده اقتصاد، دانشکده هنر و دانشکده مهندسی اشاره کرد.
این دانشگاه بیش از ۲۲۰۰۰ دانشجو از ۶۷ کشور مختلف را در بر می‌گیرد و هر سال در رشته پزشکی بیش از ۴۰۰ دانشجوی بین‌المللی را می‌پذیرد. با این حال، بخش زیادی از دانشجویان خارجی شامل دانشجویان آلمانی و نروژی هستند.
این دانشگاه به‌ویژه در زمینه‌های پزشکی و علوم سلامت شناخته شده است و دانشکده‌ی پزشکی آن یکی از برترین دانشکده‌های پزشکی در مجارستان و اروپا به شمار می‌رود که از رنکینگ بالای جهانی برخوردار است. در سال ۲۰۱۵ رنک ۲۵۱-۲۰۰ در رشته‌ی پزشکی در سایت رتبه بندی دانشگاهی کیواس به دانشکده پزشکی دانشگاه پچ داده شد.
دانشکده پزشکی دانشگاه پچ دارای هیئت علمی برجسته‌ای است که شامل پروفسورهای متخصص و پژوهشگران با تجربه در زمینه‌های مختلف علوم پزشکی و بهداشتی می‌شود. این اساتید نه‌تنها در تدریس، بلکه در تحقیقات علمی نیز فعالیت‌های چشمگیری دارند و در مجلات معتبر بین‌المللی به انتشار مقالات می‌پردازند.
از پروفسور های نامدار دانشکده پزشکی دانشگاه پچ میتوان به پروفسور بلا فلرکو(Flerkó Béla) پروفسور والر چرنوش جوزف(Csernus Valér József) و پروفسور گیورگی شتالو(Sétáló György) اشاره کرد.     تاکنون چندین پروفسور از دانشگاه پچ کاندید جایزه نوبل شده‌اند اما تا به حال هیچ یک موفق به دریافت جایزه نشده‌ است.
دانشگاه پچ به‌ویژه دانشکده پزشکی آن، در زمینه تحقیقات علمی فعالیت‌های گسترده و قابل توجهی دارد. این دانشگاه بر روی طیف وسیعی از موضوعات مرتبط با علوم پزشکی و بهداشتی تمرکز دارد همچون که دپارتمان آناتومی و دپارتمان مایکروبایولوژی(میکروب شناسی) دانشکده پزشکی دانشگاه پچ جزو برترین مراکز آموزشی و تحقیقاتی اروپا به شمار می‌آیند.
از مقالات برجسته‌ی این دانشگاه می‌توان به کشف عمده‌ی عملکرد هورمون LH-RH و کشف طرز و نوع کارکرد غده هیپوتالاموس و غده اپی‌فیز اشاره کرد. در زمینه غدد هیپوتالاموس و اپی‌فیز دانشمندان دانشکده پزشکی دانشگاه پچ جزو اولین گروهی از دانشمندان قرار می‌گیرند که به کارکرد آن پی بردند. از خدمات ارزنده این دانشگاه معرفی و توسعه روش ایمونوهیستوشیمی (بافت‌ایمنی شیمی) به اروپا است.
مرکز تحقیقاتی سنت‌آگوتای (Szentágothai Research Centre) در شهر پچ (Pécs) در مجارستان واقع شده است و یکی از مهم‌ترین مراکز مهم تحقیقاتی در زمینه علوم اعصاب و رشته‌های مرتبط در اروپا است. این مرکز به نام آدام سنت‌آگوتای، عصب‌شناس معروف مجارستانی، نام‌گذاری شده و بر روی پیشرفت‌های علمی از طریق تحقیق، همکاری و نوآوری متمرکز است. این مرکز نقش مهمی در جوامع علمی ملی و بین‌المللی ایفا می‌کند و به پیشرفت‌های علمی در زمینه علوم مغز و تحقیقات بیومدیکال کمک می‌کند.
این دانشگاه تنها دانشگاه در اتحادیه اروپا است که در ایران دفتر رسمی دارد و این موضوع در وبسایت دانشگاه درج شده است. در متن خبر این دانشگاه آمده از آنجا که دانشجویان خاورمیانه این دانشگاه در مسیر اخذ پذیرش و خدمات دانشجویی دچار مشکل نشوند، این دانشگاه در ایران دفتر خاورمیانه را ایجاد کرده تا دانشجویان دستخوش زیاده‌خواهی افراد سود جو نشوند.
دانشگاه پچ، به‌ویژه دانشکده پزشکی آن، از قدیم‌الایام ارتباطات علمی نزدیکی با ایالات متحده آمریکا دارد همچون که بسیاری از پرفسورهای دانشکده پزشکی دانشگاه پچ در آمریکا تحصیل و تدریس کرده و می‌کنند. قسمت تحقیقاتی دانشگاه پچ نیز با دانشگاه‌ها و مؤسسات تحقیقاتی برجسته‌ای در آمریکا همکاری می‌کند. این همکاری‌ها شامل انجام پروژه‌های تحقیقاتی مشترک در زمینه‌های پزشکی بالینی، علوم پایه، و فناوری‌های نوین است. نتایج این تحقیقات غالباً در مجلات معتبر علمی منتشر می‌شود. 
مدرک دانشگاه پچ در تمام کشورهای اروپایی معتبر و قابل قبول است. با توجه به این که مجارستان عضو اتحادیه اروپا (EU) است، مدرک صادر شده توسط دانشگاه‌های مجارستان، از جمله دانشگاه پچ، به‌طور کلی در سراسر اتحادیه اروپا به رسمیت شناخته می‌شود. این امر به فارغ‌التحصیلان دانشگاه پچ این امکان را می‌دهد که به بدون هیچ ارزیابی یا امتحانی در کشورهای مختلف اروپایی کار کنند یا به تحصیلات خود ادامه دهند. و همچنین مدرک پزشکی عمومی دانشگاه پچ از اعتبار بین‌المللی برخوردار است و در بسیاری از کشورهای خارج از اتحادیه اروپا(EU)، از جمله ایالات متحده آمریکا، نیز به رسمیت شناخته می‌شود.